# 老松神社 (桂川町)
老松神社（おいまつじんじゃ）は、福岡県嘉穂郡桂川町にある神社である。旧社格は村社。

## 祭神
- 大国主命
- 大物主命
- 事代主命
- 菅原道真

## 由緒
創建年代については不詳であるが、社伝によればこの神社がある場所はかつてオオクニヌシとスクナビコナが諸国巡回の折に逗留した地であり、その後垂仁天皇の時代に土師氏の一族がこの地に出雲大社の分社として建立したといわれる。
後にオオモノヌシとコトシロヌシを合祀した（年代は不詳）。
創建当時の社名は『土師宮』と称していたが、その後万寿元年（1024年）に土師郷（現在の桂川町一帯）が安楽寺（大宰府天満宮）の荘園となった際に菅原道真を合祀し社名を『老松大明神』と改称した。
以降土師庄十二ヶ村の総鎮守として篤く信仰され、隆盛を極めたという。
しかし天正15年（1587年）、豊臣秀吉による九州征伐の際秋月種実に味方したため神領一切を没収され衰退した。
江戸時代以降は土師村の鎮守神として村人からの崇敬を受けた。

## 施設
- 拝殿
- 本殿
- 鳥居

## 摂社
- 菅原神社
- 大山祇神社
- 興玉神社

## 例祭
毎年4月と9月に行われる例祭では、福岡県の無形民俗文化財に指定されている『土師の獅子舞』が行われる。この獅子舞は鎌倉時代の嘉暦3年（1328年）に始まったとされ、その歴史の長さから福岡県下の獅子舞のルーツの一つといわれている。
上土師地区と下土師地区が一年交代で担当しており、舞い方もそれぞれ異なる。上土師の獅子舞は勇壮活発で力強い舞い、下土師の獅子舞は優雅さの中にも「さび」のある舞いである。

## 交通
- 西鉄バス『下土師』バス停より徒歩10分
- 九州旅客鉄道福北ゆたか線桂川駅から車で15分